# 谷野武信

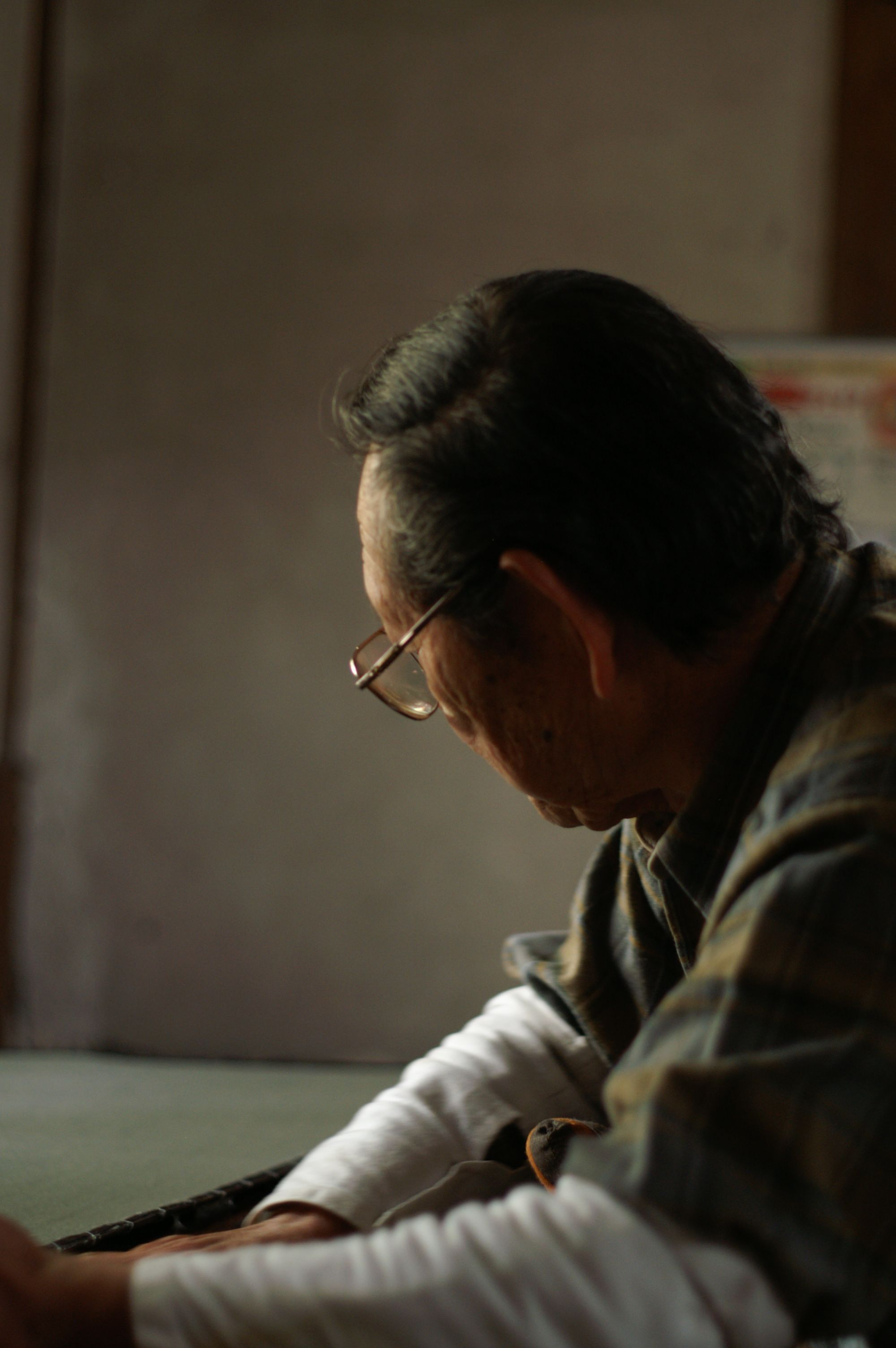
谷野剛惟（2008年）

谷野 武信（たにの たけのぶ、1935年3月26日 - 2022年12月9日）は、日本の製紙工芸家。名塩雁皮紙製作技術保持者。2002年に工芸技術・和紙の分野で重要無形文化財保持者（人間国宝）に認定される。雅号は谷野剛惟（たけのぶ）。兵庫県西宮市塩瀬町にて名塩和紙の工房、谷徳製紙所を営む。
2022年12月9日、老衰のため死去。87歳没。

## 略歴
- 1935年 兵庫県有馬郡塩瀬村（現西宮市塩瀬町）名塩に伝承されている名塩和紙の製紙家、谷野徳太郎を父として生まれる。
- 1949年 父について製紙業を開始する。
- 2002年 重要無形文化財保持者（人間国宝）に認定。西宮市民文化賞受賞。